# Biomassa
La biomassa è l'insieme di organismi animali o vegetali presenti in una certa quantità in un dato ambiente come quello acquatico o terrestre.
In letteratura il concetto di biomassa viene spesso sviluppato e trattato in modo differente a seconda del contesto in cui è inserito. Le biomasse importanti in due diversi campi: quello ecologico e quello delle energie rinnovabili, dove rappresentano una fonte di energia di origine biotica.

## Sviluppo storico del concetto
Dal punto di vista storico, il concetto di biomassa è stato introdotto negli anni venti del XX secolo. All'epoca, lo scienziato Vladimir Ivanovič Vernadskij (1863–1945) cercò di valutare quale fosse la massa di tutti gli esseri viventi. Egli presentò le sue stime per la prima volta nel 1922 o 1923, quando tenne le sue conferenze di geochimica a Parigi. Un saggio per la conferenza è stato pubblicato nel 1924 in francese. Dopo ulteriori considerazioni, Vernadsky ha fatto seguire un libriccino in lingua russa.
Nelle sue riflessioni, Vernadskij non usò ancora il concetto di "biomassa": esso fu introdotto un anno più tardi. L'introduzione di tale parola avvenne grazie allo zoologo tedesco Reinhard Demoll (1882–1960). Il termine è stato ripreso nel 1931 dall'oceanografo Lev Aleksandrovich Zenkevich (1889–1970):
(Lev Aleksandrovich Zenkevich, Fish-food in the Barents Sea. (Introduction). Reports of the first Session of the State Oceanographical Institute (Mosca, 14-22 aprile 1931))
Zenkevich e prima di lui Demoll hanno definito biomassa quella massa che tutti gli organismi viventi di una particolare area possiedono insieme. Ecco la prima definizione del concetto di biomassa ecologica, che è ancora usato.
Zenkevich influenzò la prima pubblicazione scientifica in cui compare per prima volta nel titolo la parola biomassa. Questo studio è opera di un russo. Nel 1934 il biologo acquatico Veniamin Grigor'evič Bogorov (1904–1971) pubblica il suo studio Seasonal Changes in Biomass of Calanus finmarchicus in the Plymouth Area in 1930.
Bogorov si occupò della biomassa dei copepodi nelle acque di Plymouth. Egli individuò  la biomassa di una data popolazione, vale a dire gli individui di una specie all'interno di una determinata area, che insieme formano una comunità riproduttiva. Dallo studio di Bogorov si evince che misurò la biomassa solo dopo che gli organismi catturati furono asciugati con cloruro di calcio. Misurò pertanto il loro peso secco. In tal modo Bogorov ha sviluppato una seconda definizione del concetto ecologico di biomassa, ovvero "massa a secco di tutti gli individui in una popolazione" (1934).

## Biomassa come fonte di energia

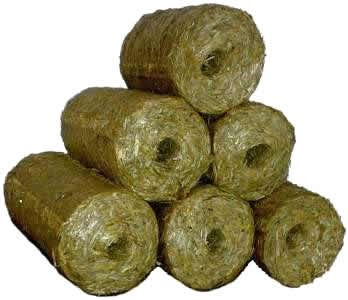
Biomasse di paglia e fieno usate come combustibile

La Direttiva Europea, ripresa da tutta la legislazione ad essa riferente, definisce la biomassa come "la frazione biodegradabile dei prodotti, rifiuti e residui di origine biologica provenienti dall'agricoltura (comprendente sostanze vegetali e animali), dalla silvicoltura e dalle industrie connesse, comprese la pesca e l'acquacoltura, nonché la parte biodegradabile dei rifiuti industriali e urbani".
Le biomasse e i combustibili da esse derivati emettono nell'atmosfera, durante la combustione, una quantità di anidride carbonica più o meno corrispondente a quella che viene assorbita in precedenza dai vegetali durante il processo di crescita. L'anidride carbonica in atmosfera è il principale responsabile dell'effetto serra e quella accumulata nelle biomasse, anche se era già stata in atmosfera negli anni e nei decenni precedenti, al momento del taglio della biomassa era tutta assorbita in essa e quindi non concorreva più all'effetto serra. Con la combustione delle biomasse tutta l'anidride carbonica in esse accumulata viene istantaneamente reimmessa in atmosfera e questa immissione è particolarmente pronunciata nel caso delle biomasse forestali, ossia nella combustione di alberi, magari d'alto fusto che hanno accumulato anidride carbonica per decine o centinaia d'anni, abbattuti appositamente per essere bruciati. Se tutti gli alberi abbattuti e bruciati verranno sostituiti da altri, essi nel corso dei decenni potranno riassorbire tutta l'anidride carbonica rilasciata nella combustione e ciò permette di dire ai fautori dell'uso energetico delle biomasse forestali che il loro impiego ai fini energetici non provoca il rilascio di nuova anidride carbonica.
Di contro le biomasse presentano i seguenti svantaggi:
- Per necessità economiche di funzionamento è una forma opposta a politiche di minimizzazione della produzione dei rifiuti;
- Sono richieste grandi aree a causa della bassa densità energetica;
- Richiesta di utilizzo di fertilizzanti;
- Problemi di logistica per la fornitura della risorsa;
- Problemi di condizione ambientale/meteo;
- Produzione annua non costante.

## Classificazione
Le biomasse possono essere caratterizzate da 3 diversi criteri:
- il contenuto di acqua (biomassa fresca o secca)
- la sua origine (vegetale o animale)
- vitalità (presenza di organismi morti o vivi al suo interno)

A seconda della loro origine le biomasse si possono distinguere in:
- Fitomassa: la biomassa proviene da piante
- Zoomassa: la biomassa proviene da animali
- Biomassa microbica: la biomassa proviene da microrganismi.[9]

Infine, in base alla vitalità, si può distinguere una biomassa vivente, costituita da organismi viventi, da una biomassa morta costituita da organismi morti.

### Resa energetica delle biomasse vegetali
Le piante hanno la capacità di trasformare l'energia solare in energia chimica. Questo processo può avvenire mediante la seguente reazione di fotosintesi:
- Acqua + anidride carbonica + luce → glucosio + ossigeno

L'efficienza energetica globale della formazione di carboidrati è rappresentata dal rapporto tra la biomassa ottenuta e l'energia solare disponibile, con quest'ultima che dipende anche dalla quantità di radiazione intercettata e dall'efficienza della fotosintesi. L'efficienza energetica della fotosintesi dipende dal percorso seguito a livello biochimico (si possono distinguere tra piante di tipo C3 e di tipo C4).

### Composizione delle biomasse
La biomassa è composta principalmente da organismi vivi o morti, e da una varietà di composti diversi. I composti quantitativamente più importanti dal punto di vista energetico possono essere raggruppati in tre classi:
- Carboidrati: rappresentano la maggior parte della biomassa e sono costituiti da carbonio, ossigeno e idrogeno. Essi possono essere monosaccaridi come il glucosio e il fruttosio, disaccaridi come il saccarosio, o polisaccaridi quali l'amido e la cellulosa;
- Grassi;
- Proteine.

### Produzione di biomassa a scopi energetici
Le biomasse incidono sul 9% degli usi energetici primari nel mondo (55 milioni di TJ/anno).
I paesi in via di sviluppo ricavano il 38% del loro fabbisogno energetico dalle biomasse.

### Biocarburanti
Dalla fermentazione dei vegetali ricchi di zuccheri, come canna da zucchero, barbabietole e mais, si può ricavare l'etanolo o alcool etilico, che può essere utilizzato come combustibile per i motori endotermici, in sostituzione della benzina.
Dalle biomasse oleaginose (quali ad esempio la colza e la soia) si può ricavare per spremitura e transesterificazione il cosiddetto biodiesel.
Tramite opportuno procedimento è inoltre possibile trasformare le biomasse di qualsiasi natura in BTL (Biomass to liquid), un biodiesel, ottenuto da materiale organico di scarto o prodotto con colture dedicate.
Lo sfruttamento di nessuna di queste fonti può comunque prescindere da valutazioni sull'EROEI complessivo, ossia sul rapporto tra energia ottenuta ed energia impiegata nella produzione.
Ne esistono diversi: il bioetanolo, il biodiesel, il biometanolo, il biodimetiletere, gli idrocarburi sintetici, il bioidrogeno, gli olii vegetali.
Alcune conseguenze negative dal punto di vista socioambientale, legate alla produzione di biocarburanti, sono le seguenti:
- Utilizzo di terre coltivabili non per alimentare la popolazione ma per alimentare le macchine.
- Innalzamento del prezzo delle materie prime soprattutto nei paesi del Terzo Mondo. Fra i problemi quello di creare insicurezza alimentare.
- Se le tecniche di coltivazione sono monocolturali questo riduce la biodiversità, aumenta l'erosione del suolo e il rischio di insetti e batteri che distruggano le coltivazioni.

### Short rotation forestry
Un tipo particolare di biomassa è quella legnosa o erbacea coltivata attraverso colture dalla veloce crescita, come il miscanto e il pioppo, per alimentare centrali elettriche a biomasse.
Fra le sperimentazioni in questo tipo di biomassa una risorsa molto promettente pare essere il miscanto. Secondo le stime dell'Environmental Research Institute del Galles, se il miscanto venisse piantato sul 10% delle aree coltivabili europee potrebbe fornire fino al 9% dell'energia elettrica consumata dall'intero continente.
In Italia le sperimentazioni sul miscanto vengono condotte dall'ENEA in Sicilia.

### Biogas
Oltre ai vegetali coltivati, anche i rifiuti vegetali e liquami di origine animale possono essere sottoposti a digestione o fermentazione anaerobica (cioè in assenza di ossigeno). La biomassa viene chiusa in un digestore (ad esempio realizzato con la tecnologia UASB) nel quale si sviluppano microrganismi che con la fermentazione dei rifiuti formano il cosiddetto biogas.
Dopo il trattamento depurativo, questo può essere usato come carburante, combustibile per il riscaldamento o il raffreddamento e per la produzione di energia elettrica.
Anche dai rifiuti raccolti nelle città si può ricavare energia.

## Biomassa secca e legna ecologica
Acquisisce sempre più importanza e ogni anno cresce la produzione di legna ecologica e biomassa secca ottenute dallo sfruttamento razionale delle foreste. La biomassa secca e la legna ecologica per dirsi tali devono avere queste caratteristiche:
- abbattimento di piante già morte senza intaccare alberi vivi
- biomassa secca, foglie, rametti, scarti lavorazioni agricole, potature di parchi e giardini, metodo del ramo bello annuale
- sfruttamento razionale delle foreste metodo della matricina per piccole strisce di bosco o 1 pianta ogni 4
- salvaguardia alberi secolari, generi protetti, boschi storici, habitat, ecosistema
- lavorazione ecologica (sega a mano, sega elettrica, cippatrice elettrica, accetta, machete, scure)
- assenza di spese aggiuntive di costi energetici di trasporto via nave e via terra per migliaia di chilometri
- retribuzione 25 € per ogni ora di lavoro applicata

## Utilizzo delle biomasse come fonte energetica
Dall'inizio del secolo l'utilizzo delle biomasse come combustibile per i riscaldamenti ha avuto un notevole incremento in Europa e in Cina, principalmente grazie al pellet. Nel 2010 in Europa si stima che siano state consumate 10 milioni di tonnellate di pellet che nel 2020 queste raddoppieranno diventando più di 23. In Cina nello stesso arco di tempo si passerà da 1 milione di tonnellate a 10 milioni. Complessivamente a livello mondiale si passera da 15 milioni di tonnellate nel 2010 a 45 milioni di tonnellate nel 2020. In Italia il consumo è passato da un utilizzo inferiore alle 100.000 tonnellate nel 1999 a più di 3.000.000 di tonnellate nel 2015.

## Dati sull'energia da rifiuti urbani nel mondo

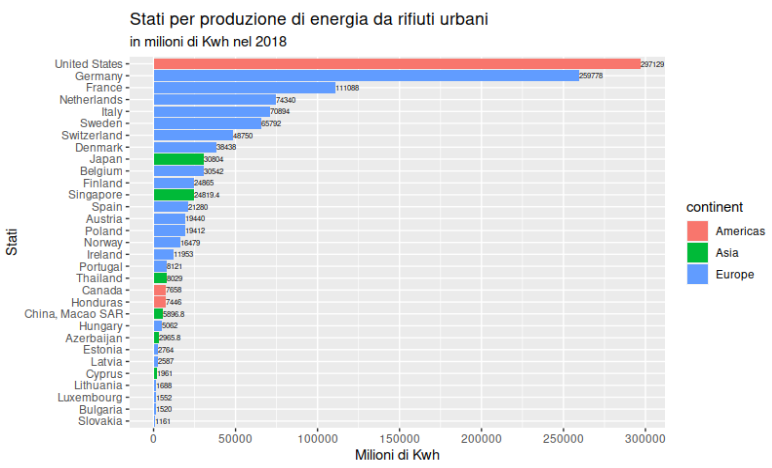
Fonte:http://data.un.org/Data.aspx?d=EDATA&f=cmID%3aMW

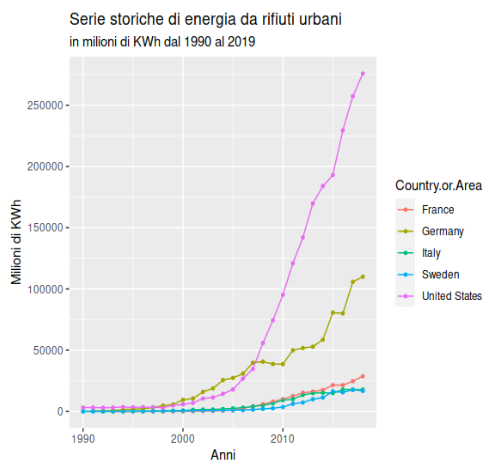
Fonte:http://data.un.org/Data.aspx?d=EDATA&f=cmID%3aMW

| #  | Nazione       | 2020  |
| -- | ------------- | ----- |
| 1  | Cina          | 17784 |
| 2  | Brasile       | 15228 |
| 3  | India         | 10518 |
| 4  | Stati Uniti   | 9916  |
| 5  | Regno Unito   | 5393  |
| 6  | Svezia        | 4402  |
| 7  | Thailandia    | 3835  |
| 8  | Germania      | 2674  |
| 9  | Finlandia     | 2481  |
| 10 | Canada        | 2360  |
| 11 | Danimarca     | 1990  |
| 12 | Indonesia     | 1775  |
| 13 | Giappone      | 1470  |
| 14 | Russia        | 1370  |
| 15 | Francia       | 1339  |
| 16 | Italia        | 1174  |
| 17 | Austria       | 1085  |
| 18 | Guatemala     | 1029  |
| 19 | Cuba          | 951   |
| 20 | Spagna        | 855   |
| 21 | Corea del Sud | 822   |
| 22 | Messico       | 811   |
| 23 | Malaysia      | 798   |
| 24 | Polonia       | 797   |
| 25 | Australia     | 678   |
| 26 | Portogallo    | 646   |
| 27 | Paesi Bassi   | 624   |
| 28 | Belgio        | 591   |
| 29 | Turchia       | 533   |
| 30 | Rep. Ceca     | 472   |
| 31 | Pakistan      | 423   |
| 32 | Uruguay       | 423   |
| 33 | Cile          | 410   |
| 34 | Ungheria      | 397   |
| 35 | Taiwan        | 393   |
| 36 | Vietnam       | 378   |
| 37 | Filippine     | 339   |
| 38 | Colombia      | 316   |